# Anzor Mekvabishvili
Anzor Mekvabishvili (Tiflis, Georgia, 5 de junio de 2001) es un futbolista georgiano que juega de centrocampista en el C. S. Universitatea Craiova de la Liga I.

## Selección nacional

### Participaciones en Eurocopas
| Copa          | Sede     | Resultado        | Partidos | Goles |
| ------------- | -------- | ---------------- | -------- | ----- |
| Eurocopa 2024 | Alemania | Octavos de final | 3        | 0     |

## Estadísticas

### Clubes
Actualizado al último partido disputado el 26 de mayo de 2024.
| Club                                  | Div.          | Temporada     | Liga  | Liga  | Liga   | Copas nacionales | Copas nacionales | Copas nacionales | Copas internacionales | Copas internacionales | Copas internacionales | Total | Total | Total  |
| Club                                  | Div.          | Temporada     | Part. | Goles | Asist. | Part.            | Goles            | Asist.           | Part.                 | Goles                 | Asist.                | Part. | Goles | Asist. |
| ------------------------------------- | ------------- | ------------- | ----- | ----- | ------ | ---------------- | ---------------- | ---------------- | --------------------- | --------------------- | --------------------- | ----- | ----- | ------ |
| F. C. Dinamo Tbilisi Georgia          | 1.ª           | 2020          | 10    | 0     | 0      | 2                | 0                | 0                | —                     | —                     | —                     | 11    | 0     | 0      |
| F. C. Dinamo Tbilisi Georgia          | 1.ª           | 2021          | 35    | 1     | 2      | 1                | 0                | 0                | 3                     | 0                     | 0                     | 40    | 1     | 2      |
| F. C. Dinamo Tbilisi Georgia          | 1.ª           | 2022          | 31    | 5     | 1      | 2                | 0                | 0                | 1                     | 0                     | 0                     | 34    | 5     | 1      |
| F. C. Dinamo Tbilisi Georgia          | 1.ª           | 2023          | 23    | 2     | 3      | 2                | 0                | 0                | 3                     | 0                     | 0                     | 28    | 2     | 3      |
| F. C. Dinamo Tbilisi Georgia          | Total club    | Total club    | 99    | 8     | 6      | 7                | 0                | 0                | 7                     | 0                     | 0                     | 113   | 8     | 6      |
| C. S. Universitatea Craiova · Rumania | 1.ª           | 2023-24       | 19    | 0     | 0      | 1                | 0                | 0                | —                     | —                     | —                     | 20    | 0     | 0      |
| C. S. Universitatea Craiova · Rumania | Total club    | Total club    | 19    | 0     | 0      | 1                | 0                | 0                | 0                     | 0                     | 0                     | 20    | 0     | 0      |
| Total carrera                         | Total carrera | Total carrera | 118   | 8     | 6      | 8                | 0                | 0                | 7                     | 0                     | 0                     | 133   | 8     | 6      |